# Dudleya blochmaniae subsp. brevifolia
Dudleya blochmaniae subsp. brevifolia es una planta suculenta conocida con el nombre común de  Short-leaved Liveforever o Short-leaved Dudleya. Pertenece a la familia de las crasuláceas.

## Distribución geográfica
Esta planta es una rara subespecie de Dudleya blochmaniae con una gama muy limitada en el Condado de San Diego. 

## Descripción
Crece un poco hasta los 1-4 cm, críptico, y con hojas suculentas perenne en forma de cono a lo largo de su tallo oculto. Puede ser de color marrón, rojizo-morado o verdoso y tiene una ramificación de inflorescencia con pocas flores por rama, en cada apertura tiene una flor con forma de estrella con cinco pétalos. Es importante después de la época de lluvias de invierno (diciembre a febrero) y florece de mayo a junio.  Produce una semilla de muchos frutos de un simple pistilo y dispersa las semillas a lo largo de una sola sutura. Sólo se encuentra sobre la superficie desnuda de Torrey en arenisca con un mínimo de capa superficial de suelo. 
Amplios estudios se han completado en Carmel Mountain, Carmel Valley, San Diego. El Programa de Conservación de Especies Múltiples (MSCP) del Condado de San Diego estima que la población en Carmel Mountain era de sólo 1.446 individuos en 2002, y de 113.134  en 2006. Mountain estimó la población en más de 100.000 individuos. Su población es altamente dependiente de las lluvias, se produce una explosión de la población cuando hay precipitaciones anuales de más de 250 mm, y la reducción es drástica cuando hay menos de 100 mm de precipitación anual.
Brevifolia se encuentra como una especie en peligro en California (enumerados de enero de 1982).  El 7 de octubre de 1996, los EE. UU. Servicio de Pesca y Vida Silvestre federal retiró la protección de especies en peligro de extinción porque las amenazas a la especie ha disminuido y  se trataba de una "cubierta de especies" en el Programa de Conservación de Especies Múltiples (MSCP) del sur del Condado de San Diego .